# Soundtrack to Your Escape
Soundtrack to Your Escape to siódmy studyjny album szwedzkiej grupy In Flames. Został wydany 29 marca 2004 przez Nuclear Blast. Płyta jest naturalnym rozwinięciem nowoczesnego stylu zapoczątkowanego przez zespół na poprzednim longplayu. Stworzono dwa single - The Quiet Place oraz Touch of Red i sześć teledysków (włącznie z już wspomnianymi) - Like You Better Dead, My Sweet Shadow, Borders and Shading i F(r)iend.

## Lista utworów
1. "F(r)iend" – 3:27
2. "The Quiet Place" – 3:45
3. "Dead Alone" – 3:43
4. "Touch of Red" – 4:13
5. "Like You Better Dead" – 3:23
6. "My Sweet Shadow" – 4:39
7. "Evil in a Closet" – 4:02
8. "In Search for I" – 3:23
9. "Borders and Shading" – 4:22
10. "Superhero of the Computer Rage" – 4:01
11. "Dial 595-Escape" – 3:48
12. "Bottled" – 4:17
13. "Discover Me Like Emptiness" (Digipak Bonus) – 4:17

## Twórcy
- Anders Fridén – wokal
- Jesper Strömblad – gitara
- Björn Gelotte – gitara
- Peter Iwers – gitara basowa
- Daniel Svensson – perkusja
- Örjan Örnkloo – klawisze